# Hojče
Hojče so naselje v Občini Ribnica.